# Raddington
Raddington – wieś w Anglii, w Somerset, w dystrykcie (unitary authority) Somerset, w civil parish Chipstable. W 1931 roku civil parish liczyła 62 mieszkańców. Raddington jest wspomniana w Domesday Book (1086) jako Radingetune/Radingetuna/Radinghetona.